# جو آن فول
جو أن فول (بالإنجليزية: Jo-Anne Faull)‏ مواليد 13 يناير 1971 في جنوب أستراليا، هي لاعبة كرة مضرب أسترالية. أعلى تصنيف لها في الفردي كان المركز الـ 61 في سنة 1989. أعلى تصنيف لها في الزوجي كان المركز الـ 36 في سنة 1992.

## النهائيات

### الفردي (الوصافة 1)
| الحصيلة | الرقم | التاريخ       | الدورة              | الأرضية | المنافس          | النتيجة  |
| ------- | ----- | ------------- | ------------------- | ------- | ---------------- | -------- |
| الوصافة | 1.    | 6 فبراير 1989 | ولينغتون، نيوزيلندا | صلبة    | كونتشيتا مارتينث | 1–6, 2–6 |

### الزوجي (الألقاب 2)
| الحصيلة | الرقم | التاريخ        | الدورة              | الأرضية | الشريك          | المنافس                     | النتيجة       |
| ------- | ----- | -------------- | ------------------- | ------- | --------------- | --------------------------- | ------------- |
| الفوز   | 1.    | 10 فبراير 1991 | ولينغتون، نيوزيلندا | صلبة    | جولي ريتشاردسون | بليندا بورنيو كلير وود      | 2–6, 7–5, 7–6 |
| الفوز   | 2.    | 4 أكتوبر 1992  | تايبيه, تايبيه      | صلبة    | جولي ريتشاردسون | اماندا كوتزر كامي ماكجريجور | 3–6, 6–3, 6–2 |

## روابط خارجية
- جو آن فول على موقع رابطة محترفات التنس (الإنجليزية)
- جو آن فول على موقع الاتحاد الدولي لكرة المضرب (الإنجليزية)
- جو آن فول على موقع خلاصة التنس.كوم (الإنجليزية)